# Tessaromma undatum
Tessaromma undatum är en skalbaggsart som beskrevs av Newman 1840. Tessaromma undatum ingår i släktet Tessaromma och familjen långhorningar. Inga underarter finns listade i Catalogue of Life.

## Bildgalleri

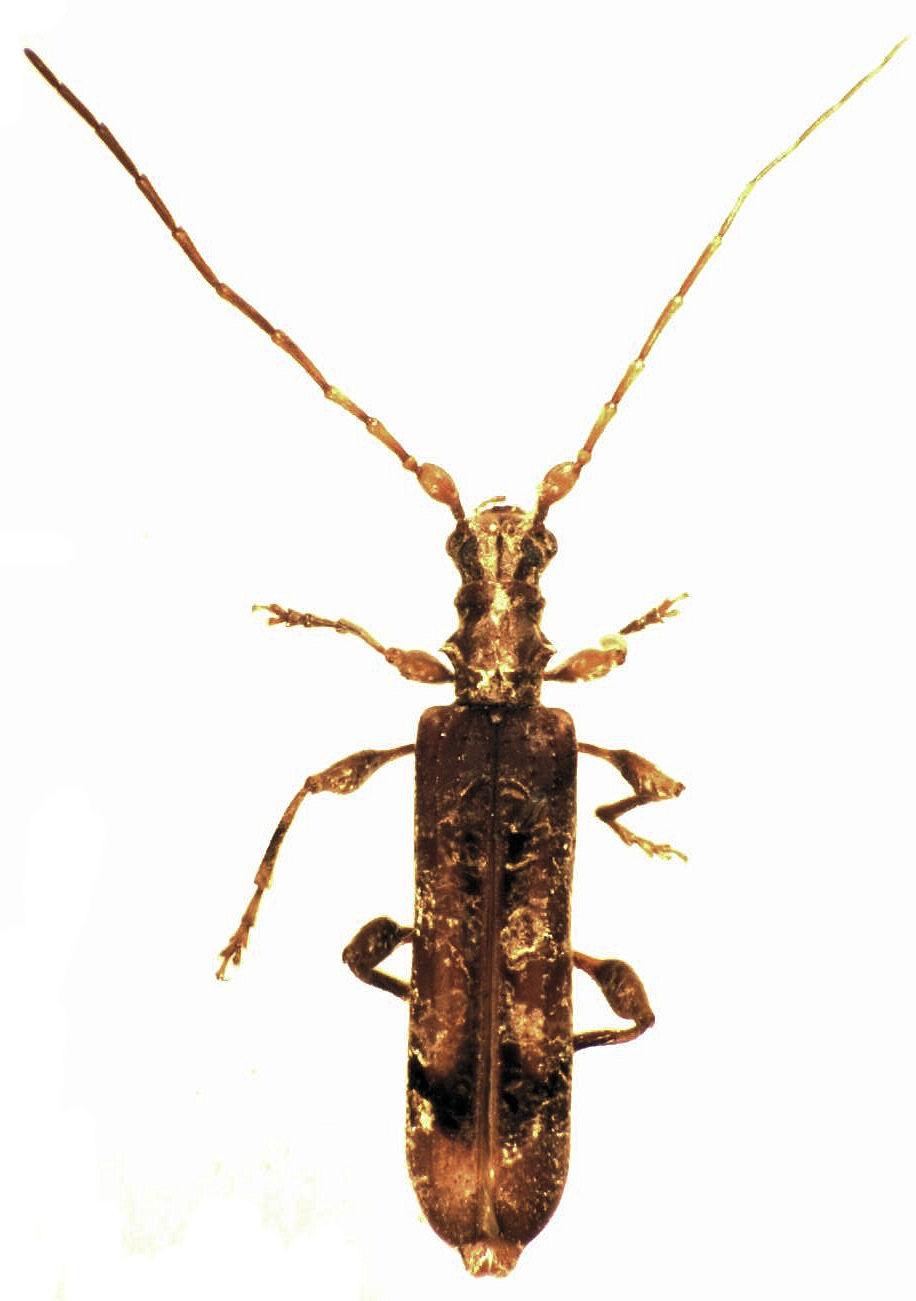